# Garage rock
Garage rock (znan i kao '60s punk i garage punk) je glazbeni žanr, podvrsta rocka. Nastao je početkom šezdesetih, prvenstveno u SAD-u, ali i u drugom državama.
Mladež koja je slušala britanske sastave The Kinks, The Rolling Stones i The Beatles bila je inspirirana ovom glazbom i sami su počinjali svirati sličnu glazbu. Termin garage rock se nije rabio 1960-ih već je skovan tek kasnije. Bitan čimbenik u popularizaciji garage rocka bio je kompilacijski album Nuggets: Original Artyfacts from the First Psychedelic Era, 1965–1968 koji je objavila izdavačka kuća Elektra Records, 1972.
Pošto se uglavnom radilo o amaterima, zvuk je uglavnom bio sirov i nepročišćen, što je i bila bit zvuka garage rocka. Veliki broj ovih sastava je uglavnom vježbao muziciranje po garažama, odakle i dolazi naziv glazbenog žanra. Pjesme su uglavnom bile jednostavne, sastavljenje od tri akorda, a tekstovi su također bili jednostavni i govorili su uglavnom o nekoj djevojci, ili kako je bilo zabavno na zabavama. Uglavnom su sastavi ovog glazbenog stila bili poznati na lokalnom nivou, a ako bi se uspjeli probiti na nacionalni nivo obično se radilo o samo jednom velikom hitu. Pjesma koja se smatra prva ovog žanra je "Louie Louie" sastava The Kingsmen iz 1963.
Garage rock je inspirirao između ostalog hard rock, punk rock, grunge i college rock.

## Poznate pjesme
- "96 Tears" - ? and the Mysterians
- "You're Gonna Miss Me" - 13th Floor Elevators
- "Liar, Liar" - The Castaways
- "Psychotic Reaction" - Count Five
- "Hate to Say I Told You So" - The Hives
- "Louie Louie" - The Kingsmen
- "Hey Joe" - The Leaves
- "A Public Execution" - Mouse and the Traps
- "Talk Talk" - The Music Machine
- "Pushin' too Hard" - The Seeds
- "Gloria" - Shadows of Knight
- "The Witch" - The Sonics
- "Dirty Water" - The Standells
- "I Want Candy" - The Strangeloves
- "Double Shout of My Baby's Love" - The Swingin' Medallions
- "Tick Tick Boom" - The Hives

## Vanjske poveznice
- Allmusic o garage rocku
- 60sgaragebands - Stranica na engleskom o garage rocku i garage rock sastavima  Arhivirana inačica izvorne stranice od 16. travnja 2016. (Wayback Machine)